# Hot Spell
Basada en la novela Next of Kin de Lonnie Coleman.

## Argumento
Un matrimonio pasa por una etapa difícil. El padre se enfrenta a sus tres hijos ya adultos, al tiempo que inicia un romance con una chica joven, dando al traste, con los esfuerzos de reconciliación de su esposa. Finalmente, decide abandonar a su familia y fugarse con su joven amante.

## Otros créditos
- Color: Blanco y negro.
- Directores: Daniel Mann director nominal acreditado, y George Cukor, que no aparece en los créditos.
- Productor asociado: Paul Nathan.
- Dirección artística: Hal Pereira y Tambi Larsen.
- Montaje: Warren Low.
- Asistente de dirección: Michael D. Moore.
- Efectos especiales: John P. Fulton
- Diseño de vestuario: Edith Head.

## Premios
- 4 Nominaciones a los premios que concede el círculo de críticos cinematográficos de Nueva York:

- Mejor Película.
- Mejor director: Daniel Mann
- Mejor actor: Anthony Quinn
- Mejor actriz: Shirley Booth